# Gymnopilus alabamensis
Gymnopilus alabamensis là một loài nấm thuộc họ Cortinariaceae. Nó được nhà nghiên cứu về nấm người Mỹ Murrill mô tả lần đầu vào năm 1917.